# Canadian Soccer League 2023
La Canadian Soccer League 2023 fue la 26.ª edición de la liga semiprofesional del fútbol canadiense.
La temporada comenzó el 28 de mayo de 2023 con un partido homenaje, mientras que la temporada regular comenzó oficialmente el 28 de mayo de 2023. La temporada concluiría el 16 de septiembre de 2023, con Scarborough SC ganando su segundo título de temporada regular.
Originalmente, se programó una postemporada para fines de septiembre hasta principios de octubre, pero se canceló después de la finalización de la temporada regular. Las razones de la cancelación variaron desde la falta de lugares de juego disponibles hasta razones financieras.

## Cambios a partir de 2022
La membresía de la liga aumentó a ocho clubes con la adición de tres clubes de expansión. Los lados de expansión incluyeron Dynamo Toronto FC, Ooty Black Pearl FC y Weston United FC. La aceptación de Dynamo Toronto marcó el regreso de la liga a la ciudad de Brampton en el Área metropolitana de Toronto. Ooty Black Pearl y Weston United son clubes de asociaciones étnicas que representan a las comunidades india y brasileña en el área metropolitana de Toronto. Los dos clubes que se marcharon eran los campeones defensores FC Continentals, que solicitaron una pausa de un año, y los York Region Shooters se asociaron con League1 Ontario. Hamilton City se convirtió en una sola entidad una vez más, ya que anteriormente presentó un equipo híbrido durante la pandemia de COVID-19. Brantford Galaxy originalmente estaba programado para competir, pero se retiró justo antes del comienzo de la temporada.
La liga comenzó con la Royal CSL Cup, un partido tributo en honor al ex locutor de la liga Enio Perruzza, quien falleció en 2021. Todos los partidos de liga se jugaron en Mississauga, un suburbio de Toronto con la primera mitad jugada en el Mattamy Sports Park y el resto en el Paramount Centre fields.

## Participantes
| Equipo               | Ciudad                | Estadio                                     | Entrenador       |
| -------------------- | --------------------- | ------------------------------------------- | ---------------- |
| Dynamo Toronto FC    | Brantford             | Mattamy Sports Park Paramount Centre fields | Wais Azizi       |
| Hamilton City        | Hamilton              | Mattamy Sports Park Paramount Centre fields | Saša Vuković     |
| Ooty Black Pearl FC  | Toronto               | Mattamy Sports Park Paramount Centre fields | Anto Santhosh    |
| Scarborough SC       | Toronto (Scarborough) | Mattamy Sports Park Paramount Centre fields | Zoran Knežević   |
| Serbian White Eagles | Toronto (Etobicoke)   | Mattamy Sports Park Paramount Centre fields | Uroš Stamatović  |
| Toronto Falcons      | Toronto               | Mattamy Sports Park Paramount Centre fields | Maksym Rohovskyi |
| Weston United FC     | Toronto (York)        | Mattamy Sports Park Paramount Centre fields | Wallace Reis     |

## Clasificación
| Pos. | Equipo               | Pts. | PJ | G | E | P  | GF | GC | Dif. | Clasificación 2023               |
| ---- | -------------------- | ---- | -- | - | - | -- | -- | -- | ---- | -------------------------------- |
| 1    | Scarborough SC       | 28   | 12 | 9 | 1 | 2  | 37 | 9  | +28  | Clasificación a las semifinales  |
| 2    | Serbian White Eagles | 27   | 12 | 9 | 0 | 3  | 42 | 18 | +24  | Clasificación a las semifinales  |
| 3    | Toronto Falcons      | 25   | 12 | 8 | 1 | 3  | 32 | 9  | +23  | Clasificación a cuartos de final |
| 4    | Dynamo Toronto FC    | 19   | 12 | 6 | 1 | 5  | 33 | 22 | +11  | Clasificación a cuartos de final |
| 5    | Hamilton City SC     | 16   | 12 | 5 | 1 | 6  | 20 | 33 | −13  | Clasificación a cuartos de final |
| 6    | Weston United FC     | 5    | 12 | 1 | 2 | 9  | 12 | 49 | −37  | Clasificación a cuartos de final |
| 7    | Ooty Black Pearl     | 2    | 12 | 0 | 2 | 10 | 14 | 50 | −36  |                                  |

Actualizado a los partidos jugados el 16 de septiembre de 2023.
 Fuente: CSL

## Fixture
| Hamilton City SC        | 0 - 1 | Scarborough SC      | Mattamy Sports Park | 28 de mayo | 14:00 |
| Serbian White Eagles FC | 4 - 2 | Ooty Black Pearl FC | Mattamy Sports Park | 28 de mayo | 16:00 |
| Dynamo Toronto FC       | 4 - 1 | Weston United FC    | Mattamy Sports Park | 28 de mayo | 18:00 |

| Hamilton City SC  | 2 - 2 | Weston United FC        | Mattamy Sports Park | 3 de junio | 14:00 |
| Scarborough SC    | 0 - 0 | Toronto Falcons FC      | Mattamy Sports Park | 3 de junio | 16:00 |
| Dynamo Toronto FC | 0 - 3 | Serbian White Eagles FC | Mattamy Sports Park | 3 de junio | 18:00 |

| Serbian White Eagles FC | 2 - 1 | Toronto Falcons FC | Mattamy Sports Park | 10 de junio | 14:00 |
| Ooty Black Pearl FC     | 1 - 2 | Hamilton City SC   | Mattamy Sports Park | 10 de junio | 16:00 |
| Weston United FC        | 0 - 3 | Scarborough SC     | Mattamy Sports Park | 10 de junio | 18:00 |

| Weston United FC   | 1 - 1 | Ooty Black Pearl FC     | Mattamy Sports Park | 17 de junio | 14:00 |
| Toronto Falcons FC | 1 - 2 | Dynamo Toronto FC       | Mattamy Sports Park | 17 de junio | 16:00 |
| Hamilton City SC   | 2 - 1 | Serbian White Eagles FC | Mattamy Sports Park | 17 de junio | 18:00 |

| Dynamo Toronto FC   | 2 - 0 | Scarborough SC          | Mattamy Sports Park | 24 de junio | 14:00 |
| Weston United FC    | 0 - 4 | Serbian White Eagles FC | Mattamy Sports Park | 24 de junio | 16:00 |
| Ooty Black Pearl FC | 0 - 1 | Toronto Falcons FC      | Mattamy Sports Park | 24 de junio | 18:00 |

| Toronto Falcons FC | 3 - 0 | Weston United FC    | Paramount Centre fields | 8 de julio | 14:00 |
| Hamilton City SC   | 0 - 3 | Dynamo Toronto FC   | Paramount Centre fields | 8 de julio | 16:00 |
| Scarborough SC     | 5 - 0 | Ooty Black Pearl FC | Paramount Centre fields | 8 de julio | 18:00 |

| Scarborough         | 3 - 2 | Serbian White Eagles FC | Paramount Centre fields | 15 de julio | 14:00 |
| Toronto Falcons FC  | 3 - 1 | Hamilton City SC        | Paramount Centre fields | 15 de julio | 16:00 |
| Ooty Black Pearl FC | 3 - 3 | Dynamo Toronto FC       | Paramount Centre fields | 15 de julio | 18:00 |

| Scarborough         | 5 - 0 | Hamilton City SC        | Mattamy Sports Park | 22 de julio | 14:00 |
| Ooty Black Pearl FC | 1 - 4 | Serbian White Eagles FC | Mattamy Sports Park | 22 de julio | 16:00 |
| Weston United FC    | 1 - 9 | Dynamo Toronto FC       | Mattamy Sports Park | 22 de julio | 18:00 |

| Ooty Black Pearl FC     | 2 - 3 | Weston United FC   | Mattamy Sports Park | 29 de julio | 14:00 |
| Dynamo Toronto FC       | 3 - 2 | Toronto Falcons FC | Mattamy Sports Park | 29 de julio | 16:00 |
| Serbian White Eagles FC | 4 - 2 | Hamilton City SC   | Mattamy Sports Park | 29 de julio | 18:00 |

| Toronto Falcons FC | 2 - 1 | Serbian White Eagles FC | Mattamy Sports Park | 12 de agosto | 14:00 |
| Hamilton City SC   | 4 - 2 | Ooty Black Pearl FC     | Mattamy Sports Park | 12 de agosto | 16:00 |
| Scarborough SC     | 5 - 0 | Weston United FC        | Mattamy Sports Park | 12 de agosto | 18:00 |

| Hamilton City SC        | 5 - 2 | Weston United FC  | Mattamy Sports Park | 19 de agosto | 14:00 |
| Toronto Falcons FC      | 1 - 0 | Scarborough SC    | Mattamy Sports Park | 19 de agosto | 16:00 |
| Serbian White Eagles FC | 4 - 0 | Dynamo Toronto FC | Mattamy Sports Park | 19 de agosto | 18:00 |

| Scarborough SC          | 2 - 1 | Dynamo Toronto FC   | Paramount Centre fields | 26 de agosto | 14:00 |
| Serbian White Eagles FC | 9 - 2 | Weston United FC    | Paramount Centre fields | 26 de agosto | 16:00 |
| Toronto Falcons FC      | 8 - 0 | Ooty Black Pearl FC | Paramount Centre fields | 26 de agosto | 18:00 |

| Weston United FC    | 0 - 2 | Toronto Falcons FC | Mattamy Sports Park | 9 de septiembre | 14:00 |
| Dynamo Toronto FC   | 1 - 2 | Hamilton City SC   | Mattamy Sports Park | 9 de septiembre | 16:00 |
| Ooty Black Pearl FC | 0 - 8 | Scarborough SC     | Mattamy Sports Park | 9 de septiembre | 18:00 |

| Serbian White Eagles FC | 4 - 6 | Scarborough SC      | Paramount Centre fields | 16 de septiembre | 14:00 |
| Hamilton City SC        | 0 - 8 | Toronto Falcons FC  | Paramount Centre fields | 16 de septiembre | 16:00 |
| Dynamo Toronto FC       | 7 - 1 | Ooty Black Pearl FC | Paramount Centre fields | 16 de septiembre | 18:00 |

## Goleadores
| Pos. | Jugador            | Club                 | Goles |
| ---- | ------------------ | -------------------- | ----- |
| 1    | Ivliev Sergii      | Dynamo Toronto       | 9     |
|      | Marko Stajic       | Serbian White Eagles | 9     |
| 3    | Petar Dordevic     | Scarborough SC       | 8     |
| 4    | Gonzalo Matías     | Scarborough SC       | 6     |
|      | Vladimir Strizovic | Serbian White Eagles | 6     |
|      | Nikola Timotijevic | Serbian White Eagles | 6     |